# 동서경제회랑
동서경제회랑(East-West Economic Corridor, 약칭 : EWEC, 베트남어: Hành lang kinh tế Đông – Tây)는 1998년 출범한 인도차이나 반도 중 4개국(미얀마, 태국, 라오스, 베트남)을 잇는 길이 1,450 km의 도로를 기반으로 한 경제 개발 계획이다. 이 컵셉은 1998년 필리핀 마닐라에서 조직된 범메콩강 지역 장관 회담에서 합의되었다. 2006년 12월 12일부터 진행되고 있다.
경제회랑은 서쪽 끝의 항구도시 미얀마 모울메인에서 카인 주를 가로 질러, 타이의 딱 주, 수코타이 주, 핏사눌록 주, 펫차분 주, 깔라신 주, 묵다한 주, 그리고 라오스의 사반나케트, 베트남의 꽝찌 성, 후에 시을 거쳐 동쪽 끝인 다낭 시에 연결되는 1,450 km에 이르는 도로에 기반하여 만들어졌다. 미얀마에서 그 도로는 인도-미얀마-태국 삼자간 고속도로를 통해 인도와도 연결되게 된다. 현재 업그레이드가 진행되고 있으며 대부분은 이미 완료되었으며 나머지 업그레이드는 2020년까지 완료될 예정이다.
동서경제회랑을 이용하면 방콕과 양곤 사이의 여행 시간은 3일 밖에 소요되지 않으며, 말라카 해협을 통한 재래식 해상 운송에 필요한 2 ~ 3주의 시간 소요에 비해 엄청나게 단축되었다.

## 경유지
- 미얀마 : 모울메인 - 몬 주 - 카인 주 - 미야와디- (태국)
- 타이 : (미얀마) - 메솟 군 - 딱 주 - 수코타이 주 - 핏사눌록 주 - 콘깬 주 - 깔라신 주 - 묵다한 주 - 므앙 묵다한 군 - 제2태국-라오스 우정의 다리 - (라오스)
- 라오스 : (태국) - 카이손폼비한 (도시) - 사반나케트 주 - 단사반 - (베트남)
- 베트남 : (라오스) - 라오바오 - 꽝찌 성 - 후에 - 다낭

## 갤러리

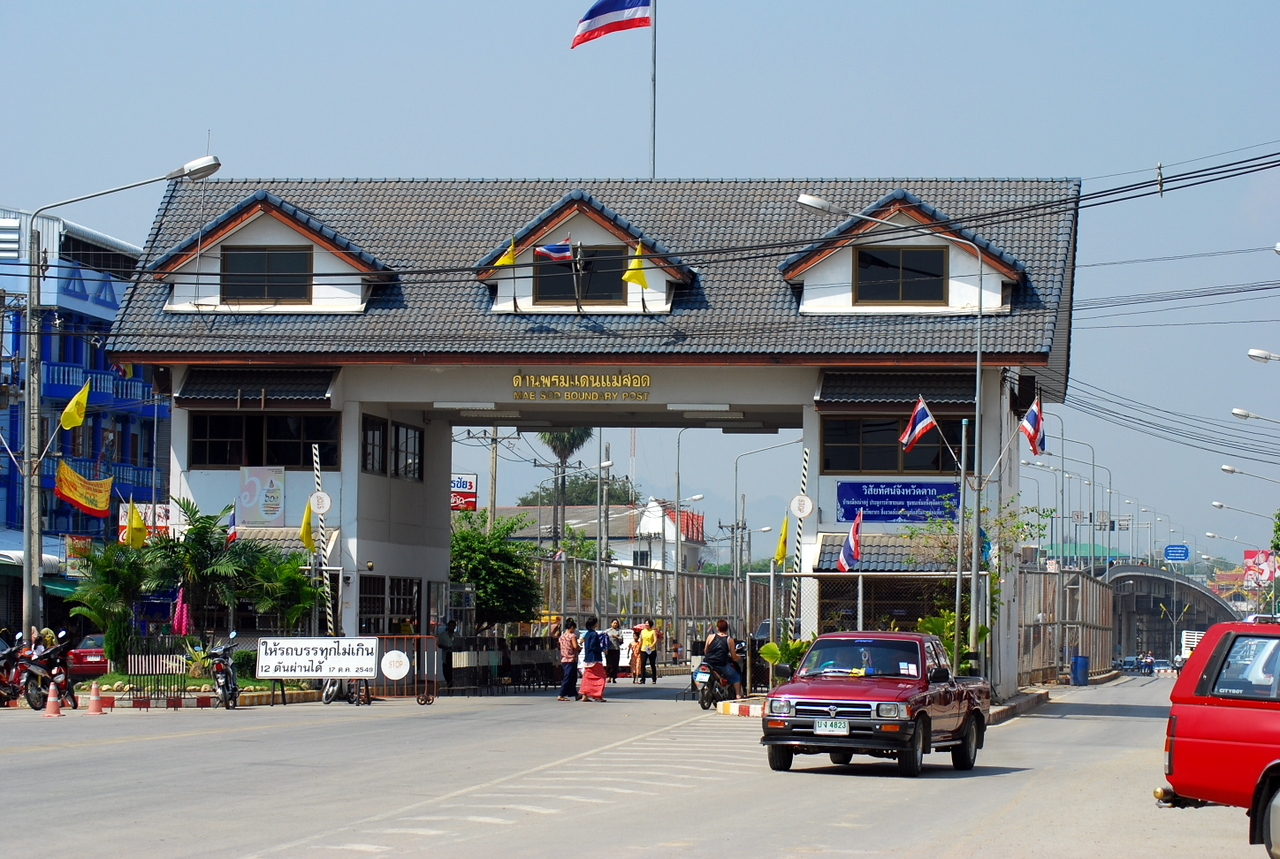
타이-라오스 우정의 다리 입구, 미얀마의 카인 주와 태국의 딱 주를 연결
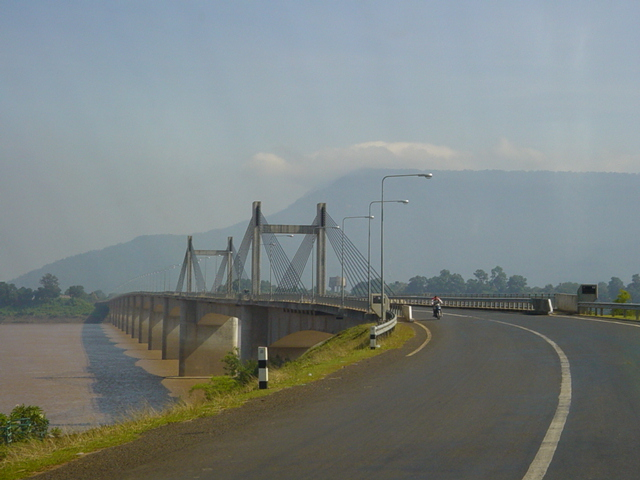
메콩강 위를 가로지르는 이 다리는 태국 북동부와 라오스의 남부를 연결한다. 회랑의 중요한 교통 프로젝트
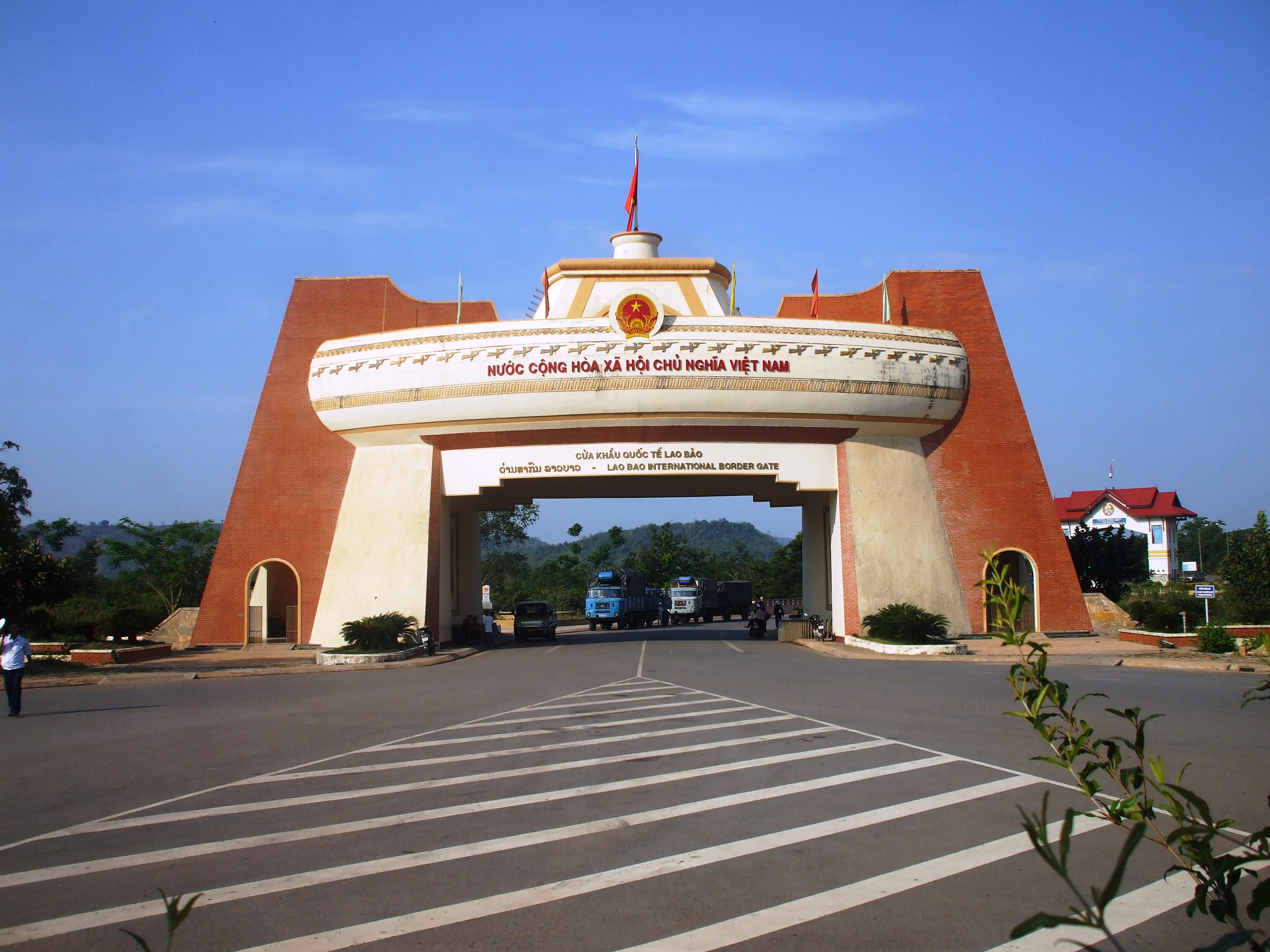
베트남 꽝찌 성에서 라오스로 가는 라오바오 국경선 게이트
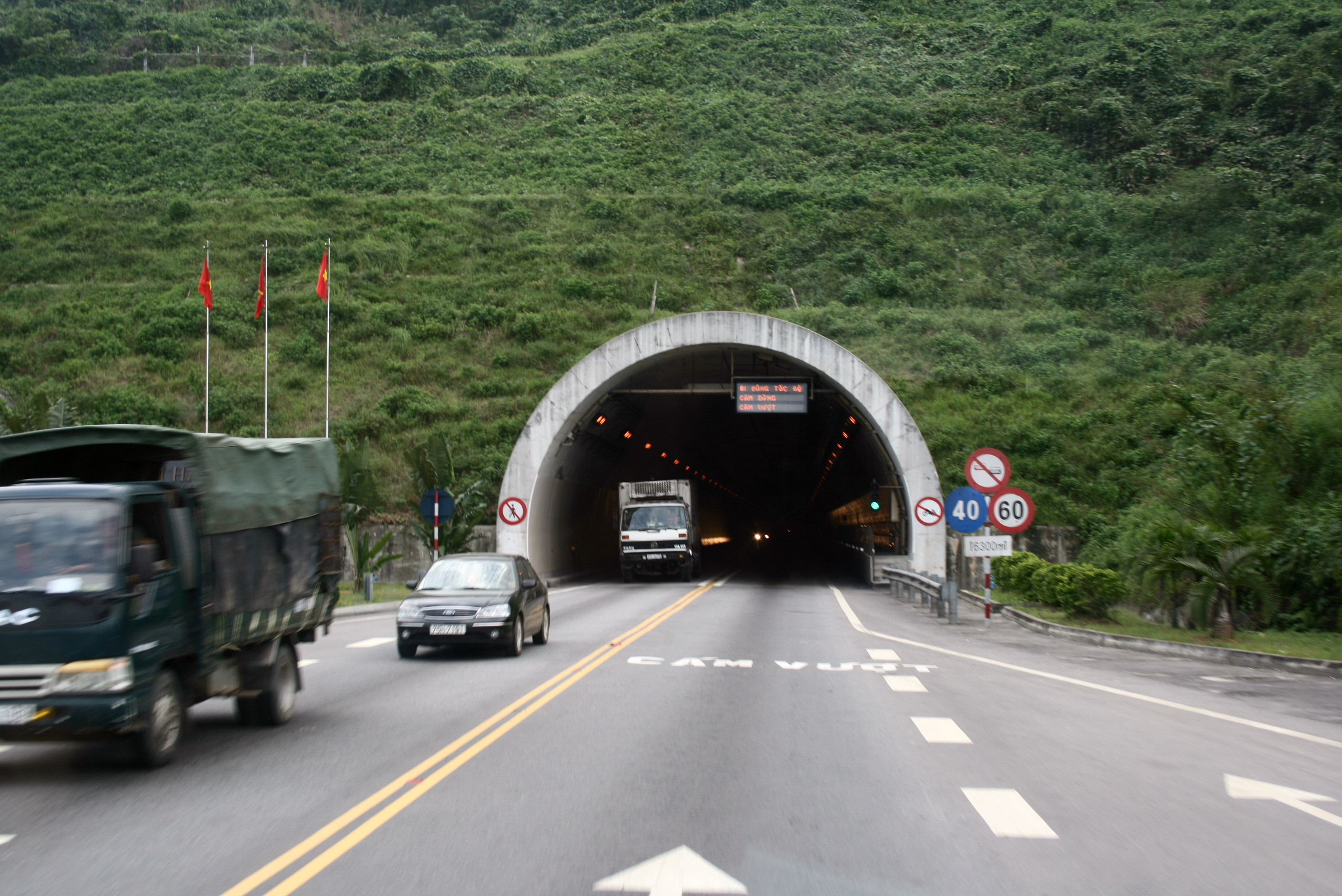
베트남 하이반 산맥을 가로지르는 터널은 남중국해의 항구까지 가는 길을 열었다